# Tour d'Italie 1992
La 75e édition du Tour d'Italie s'est élancée de Gênes le 24 mai 1992 et est arrivée à Milan le 14 juin. Long de 3 835 kilomètres, ce Giro a été remporté par l'Espagnol Miguel Indurain, qui réalise cette année-là le doublé Tour d'Italie-Tour de France.

## Équipes participantes
| N.    | Code | Équipe                    |
| ----- | ---- | ------------------------- |
| 1-9   | GBM  | GB-MG Maglificio          |
| 11-19 | AMO  | Amore & Vita-Fanini       |
| 21-29 | BAN  | Banesto                   |
| 31-39 | CAR  | Carrera-Vagabond          |
| 41-49 | CAS  | Castorama                 |
| 51-59 | ARI  | Ariostea                  |
| 61-69 | LOS  | Festina-Lotus             |
| 71-79 | GAT  | Gatorade-Chateau d'Ax     |
| 81-89 | ITA  | Italbonifica-Navigare     |
| 91-99 | JOL  | Jolly Componibili-Club 88 |

| N.      | Code | Équipe                       |
| ------- | ---- | ---------------------------- |
| 101-109 | LAM  | Lampre-Colnago               |
| 111-119 | MER  | Mercatone Uno                |
| 121-129 | MAG  | Motorola-Magniflex           |
| 131-139 | ONC  | ONCE                         |
| 141-149 | RYA  | Postobon-Manzana-Ryalcao     |
| 151-159 | SEU  | Seur                         |
| 161-169 | TEL  | Telekom-Merckx               |
| 171-179 | TUL  | Tulip Computers              |
| 181-189 | Z    | Z                            |
| 191-199 | ZGM  | ZG Mobili-Fonti Sant'Antonio |

## Étapes
| Étape     | Date     | Villes étapes                         | km       | Vainqueur d'étape   | Leader du classement général |
| Prologue  | 24 mai   | Gênes                                 | 8        | Thierry Marie       | Thierry Marie                |
| 1re étape | 25 mai   | Gênes - Uliveto Terme                 | 194      | Endrio Leoni        | Thierry Marie                |
| 2e étape  | 26 mai   | Uliveto Terme - Arezzo                | 174      | Maximilian Sciandri | Miguel Indurain              |
| 3e étape  | 27 mai   | Arezzo - Sansepolcro                  | 38 (CLM) | Miguel Indurain     | Miguel Indurain              |
| 4e étape  | 28 mai   | Sansepolcro - Porto Sant'Elpidio      | 198      | Mario Cipollini     | Miguel Indurain              |
| 5e étape  | 29 mai   | Porto Sant'Elpidio - Sulmona          | 223      | Franco Vona         | Miguel Indurain              |
| 6e étape  | 30 mai   | Roccaraso - Melfi                     | 232      | Guido Bontempi      | Miguel Indurain              |
| 7e étape  | 31 mai   | Melfi - Aversa                        | 184      | Mario Cipollini     | Miguel Indurain              |
| 8e étape  | 1er juin | Aversa - Latina                       | 165      | Guido Bontempi      | Miguel Indurain              |
| 9e étape  | 2 juin   | Latina - Monte Terminillo             | 204      | Luis Herrera        | Miguel Indurain              |
| 10e étape | 3 juin   | Montepulciano - Imola                 | 233      | Roberto Pagnin      | Miguel Indurain              |
| 11e étape | 4 juin   | Imola - Bassano del Grappa            | 214      | Endrio Leoni        | Miguel Indurain              |
| 12e étape | 5 juin   | Bassano del Grappa - Corvara in Badia | 204      | Franco Vona         | Miguel Indurain              |
| 13e étape | 6 juin   | Corvara in Badia - Monte Bondone      | 205      | Giorgio Furlan      | Miguel Indurain              |
| 14e étape | 7 juin   | Riva del Garda - Palazzolo sull'Oglio | 171      | François Simon      | Miguel Indurain              |
| 15e étape | 8 juin   | Palazzolo sull'Oglio - Sondrio        | 166      | Marco Saligari      | Miguel Indurain              |
| 16e étape | 9 juin   | Sondrio - Vercelli                    | 203      | Mario Cipollini     | Miguel Indurain              |
| 17e étape | 10 juin  | Vercelli - Pian del Re                | 200      | Marco Giovannetti   | Miguel Indurain              |
| 18e étape | 11 juin  | Saluzzo - Pila                        | 260      | Udo Bölts           | Miguel Indurain              |
| 19e étape | 12 juin  | Saint-Vincent-d'Aoste - Verbania      | 201      | Franco Chioccioli   | Miguel Indurain              |
| 20e étape | 13 juin  | Verbania - Vigevano                   | 92       | Mario Cipollini     | Miguel Indurain              |
| 21e étape | 14 juin  | Vigevano - Milan                      | 66 (CLM) | Miguel Indurain     | Miguel Indurain              |

## Classements finals

### Classement général final
| \| Classement général \| Classement général \| Classement général \| Classement général \| Classement général \| \| Coureur \| Coureur \| Pays \| Équipe \| Temps \| \| ------------------ \| ---------------------- \| ------------------ \| -------------------------------- \| ------------------ \| \| 1er \| Miguel Indurain \| Espagne \| Banesto \| 103 h 36 min 08 s \| \| 2e \| Claudio Chiappucci \| Italie \| Carrera Jeans-Tassoni \| + 5 min 12 s \| \| 3e \| Franco Chioccioli \| Italie \| GB-MG Boys Maglificio-Bianchi \| + 7 min 16 s \| \| 4e \| Marco Giovannetti \| Italie \| Gatorade-Chateau d'Ax \| + 8 min 01 s \| \| 5e \| Andrew Hampsten \| États-Unis \| Motorola \| + 9 min 16 s \| \| 6e \| Franco Vona \| Italie \| GB-MG Boys Maglificio-Bianchi \| + 11 min 12 s \| \| 7e \| Pavel Tonkov \| Russie \| Lampre-Colnago-Animex \| + 17 min 15 s \| \| 8e \| Luis Herrera \| Colombie \| Postobón Manzana-Ryalcao \| + 17 min 53 s \| \| 9e \| Roberto Conti \| Italie \| Ariostea \| + 19 min 14 s \| \| 10e \| Bruno Cornillet \| France \| Z \| + 20 min 03 s \| \| 11e \| Uwe Ampler \| Allemagne \| Telekom-Merckx \| + 21 min 12 s \| \| 12e \| Massimiliano Lelli \| Italie \| Ariostea \| + 21 min 50 s \| \| 13e \| Gianni Faresin \| Italie \| ZG Mobili-Selle Italia \| + 26 min 05 s \| \| 14e \| Flavio Giupponi \| Italie \| Mercatone Uno-Zucchini-Medeghini \| + 27 min 41 s \| \| 15e \| Juan Tomás Martínez \| Espagne \| Lotus-Festina \| + 32 min 20 s \| \| 16e \| Ramón González Arrieta \| Espagne \| Lotus-Festina \| + 33 min 46 s \| \| 17e \| Zenon Jaskuła \| Pologne \| GB-MG Boys Maglificio-Bianchi \| + 35 min 46 s \| \| 18e \| Bruno Leali \| Italie \| Mercatone Uno-Zucchini-Medeghini \| + 43 min 18 s \| \| 19e \| Giorgio Furlan \| Italie \| Ariostea \| + 51 min 42 s \| \| 20e \| Piotr Ugrumov \| Lettonie \| Seur \| + 56 min 40 s \| \| 21e \| Paolo Botarelli \| Italie \| Jolly Componibili-Club 88 \| + 57 min 22 s \| \| 22e \| Fabrice Philipot \| France \| Banesto \| + 1 h 01 min 29 s \| \| 23e \| Ivan Gotti \| Italie \| Gatorade-Chateau d'Ax \| + 1 h 01 min 36 s \| \| 24e \| Nelson Rodríguez \| Colombie \| ZG Mobili-Selle Italia \| + 1 h 02 min 22 s \| \| 25e \| Dominique Arnould \| France \| Castorama \| + 1 h 05 min 37 s \| |                        |            |                                  |                   |
| |                        |            |                                  |                   |
| |                        |            |                                  |                   |
| Classement général |                        |            |                                  |                   |
| Coureur | Coureur                | Pays       | Équipe                           | Temps             |
| 1er | Miguel Indurain        | Espagne    | Banesto                          | 103 h 36 min 08 s |
| 2e | Claudio Chiappucci     | Italie     | Carrera Jeans-Tassoni            | + 5 min 12 s      |
| 3e | Franco Chioccioli      | Italie     | GB-MG Boys Maglificio-Bianchi    | + 7 min 16 s      |
| 4e | Marco Giovannetti      | Italie     | Gatorade-Chateau d'Ax            | + 8 min 01 s      |
| 5e | Andrew Hampsten        | États-Unis | Motorola                         | + 9 min 16 s      |
| 6e | Franco Vona            | Italie     | GB-MG Boys Maglificio-Bianchi    | + 11 min 12 s     |
| 7e | Pavel Tonkov           | Russie     | Lampre-Colnago-Animex            | + 17 min 15 s     |
| 8e | Luis Herrera           | Colombie   | Postobón Manzana-Ryalcao         | + 17 min 53 s     |
| 9e | Roberto Conti          | Italie     | Ariostea                         | + 19 min 14 s     |
| 10e | Bruno Cornillet        | France     | Z                                | + 20 min 03 s     |
| 11e | Uwe Ampler             | Allemagne  | Telekom-Merckx                   | + 21 min 12 s     |
| 12e | Massimiliano Lelli     | Italie     | Ariostea                         | + 21 min 50 s     |
| 13e | Gianni Faresin         | Italie     | ZG Mobili-Selle Italia           | + 26 min 05 s     |
| 14e | Flavio Giupponi        | Italie     | Mercatone Uno-Zucchini-Medeghini | + 27 min 41 s     |
| 15e | Juan Tomás Martínez    | Espagne    | Lotus-Festina                    | + 32 min 20 s     |
| 16e | Ramón González Arrieta | Espagne    | Lotus-Festina                    | + 33 min 46 s     |
| 17e | Zenon Jaskuła          | Pologne    | GB-MG Boys Maglificio-Bianchi    | + 35 min 46 s     |
| 18e | Bruno Leali            | Italie     | Mercatone Uno-Zucchini-Medeghini | + 43 min 18 s     |
| 19e | Giorgio Furlan         | Italie     | Ariostea                         | + 51 min 42 s     |
| 20e | Piotr Ugrumov          | Lettonie   | Seur                             | + 56 min 40 s     |
| 21e | Paolo Botarelli        | Italie     | Jolly Componibili-Club 88        | + 57 min 22 s     |
| 22e | Fabrice Philipot       | France     | Banesto                          | + 1 h 01 min 29 s |
| 23e | Ivan Gotti             | Italie     | Gatorade-Chateau d'Ax            | + 1 h 01 min 36 s |
| 24e | Nelson Rodríguez       | Colombie   | ZG Mobili-Selle Italia           | + 1 h 02 min 22 s |
| 25e | Dominique Arnould      | France     | Castorama                        | + 1 h 05 min 37 s |

### Classements annexes finals
| Classement par points | Classement par points | Classement par points | Classement par points         | Classement par points |
| Coureur               | Coureur               | Pays                  | Équipe                        | Points                |
| --------------------- | --------------------- | --------------------- | ----------------------------- | --------------------- |
| 1er                   | Mario Cipollini       | Italie                | GB-MG Boys Maglificio-Bianchi | 236 pts               |
| 2e                    | Miguel Indurain       | Espagne               | Banesto                       | 208 pts               |
| 3e                    | Maximilian Sciandri   | Italie                | Motorola                      | 177 pts               |
| 4e                    | Claudio Chiappucci    | Italie                | Carrera Jeans-Tassoni         | 171 pts               |
| 5e                    | Franco Chioccioli     | Italie                | GB-MG Boys Maglificio-Bianchi | 148 pts               |

| Classement par points | Classement par points | Classement par points | Classement par points         | Classement par points |
| Coureur               | Coureur               | Pays                  | Équipe                        | Points                |
| --------------------- | --------------------- | --------------------- | ----------------------------- | --------------------- |
| 1er                   | Mario Cipollini       | Italie                | GB-MG Boys Maglificio-Bianchi | 236 pts               |
| 2e                    | Miguel Indurain       | Espagne               | Banesto                       | 208 pts               |
| 3e                    | Maximilian Sciandri   | Italie                | Motorola                      | 177 pts               |
| 4e                    | Claudio Chiappucci    | Italie                | Carrera Jeans-Tassoni         | 171 pts               |
| 5e                    | Franco Chioccioli     | Italie                | GB-MG Boys Maglificio-Bianchi | 148 pts               |

| Classement de la montagne | Classement de la montagne | Classement de la montagne | Classement de la montagne | Classement de la montagne |
| Coureur                   | Coureur                   | Pays                      | Équipe                    | Points                    |
| ------------------------- | ------------------------- | ------------------------- | ------------------------- | ------------------------- |
| 1er                       | Claudio Chiappucci        | Italie                    | Carrera Jeans-Tassoni     | 76 pts                    |
| 2e                        | Roberto Conti             | Italie                    | Ariostea                  | 45 pts                    |
| 3e                        | Miguel Indurain           | Espagne                   | Banesto                   | 35 pts                    |
| 4e                        | Giorgio Furlan            | Italie                    | Ariostea                  | 31 pts                    |
| 5e                        | Giuseppe Calcaterra       | Italie                    | Amore & Vita-Fanini       | 23 pts                    |

| Classement de la montagne | Classement de la montagne | Classement de la montagne | Classement de la montagne | Classement de la montagne |
| Coureur                   | Coureur                   | Pays                      | Équipe                    | Points                    |
| ------------------------- | ------------------------- | ------------------------- | ------------------------- | ------------------------- |
| 1er                       | Claudio Chiappucci        | Italie                    | Carrera Jeans-Tassoni     | 76 pts                    |
| 2e                        | Roberto Conti             | Italie                    | Ariostea                  | 45 pts                    |
| 3e                        | Miguel Indurain           | Espagne                   | Banesto                   | 35 pts                    |
| 4e                        | Giorgio Furlan            | Italie                    | Ariostea                  | 31 pts                    |
| 5e                        | Giuseppe Calcaterra       | Italie                    | Amore & Vita-Fanini       | 23 pts                    |

| Classement du meilleur jeune | Classement du meilleur jeune | Classement du meilleur jeune | Classement du meilleur jeune | Classement du meilleur jeune |
| Coureur                      | Coureur                      | Pays                         | Équipe                       | Temps                        |
| ---------------------------- | ---------------------------- | ---------------------------- | ---------------------------- | ---------------------------- |
| 1er                          | Pavel Tonkov                 | Russie                       | Lampre-Colnago-Animex        | 103 h 53 min 23 s            |
| 2e                           | Ivan Gotti                   | Italie                       | Gatorade-Chateau d'Ax        | + 44 min 21 s                |
| 3e                           | Armand de Las Cuevas         | France                       | Banesto                      | + 1 h 31 min 43 s            |
| 4e                           | Davide Perona                | Italie                       | ZG Mobili-Selle Italia       | + 1 h 56 min 14 s            |
| 5e                           | Ruber Marín                  | Colombie                     |                              | + 2 h 10 min 41 s            |

| Classement du meilleur jeune | Classement du meilleur jeune | Classement du meilleur jeune | Classement du meilleur jeune | Classement du meilleur jeune |
| Coureur                      | Coureur                      | Pays                         | Équipe                       | Temps                        |
| ---------------------------- | ---------------------------- | ---------------------------- | ---------------------------- | ---------------------------- |
| 1er                          | Pavel Tonkov                 | Russie                       | Lampre-Colnago-Animex        | 103 h 53 min 23 s            |
| 2e                           | Ivan Gotti                   | Italie                       | Gatorade-Chateau d'Ax        | + 44 min 21 s                |
| 3e                           | Armand de Las Cuevas         | France                       | Banesto                      | + 1 h 31 min 43 s            |
| 4e                           | Davide Perona                | Italie                       | ZG Mobili-Selle Italia       | + 1 h 56 min 14 s            |
| 5e                           | Ruber Marín                  | Colombie                     |                              | + 2 h 10 min 41 s            |

| Classement Intergiro | Classement Intergiro | Classement Intergiro | Classement Intergiro  | Classement Intergiro |
|                      | Coureur              | Pays                 | Équipe                | Temps                |
| -------------------- | -------------------- | -------------------- | --------------------- | -------------------- |
| 1er                  | Miguel Indurain      | Espagne              | Banesto               | en 57 h 38 min 8 s   |
| 2e                   | Claudio Chiappucci   | Italie               | Carrera Jeans-Tassoni | + 2 min 3 s          |
| 3e                   | Laurent Bezault      | France               | Z                     | + 2 min 8 s          |
| modifier             |                      |                      |                       |                      |

#### Classement par équipes au temps
| Classement par équipes | Classement par équipes           | Classement par équipes | Classement par équipes |
| Équipe                 | Équipe                           | Pays                   | Temps                  |
| ---------------------- | -------------------------------- | ---------------------- | ---------------------- |
| 1re                    | GB-MG Boys Maglificio-Bianchi    | Italie                 | 311 h 21 min 55 s      |
| 2e                     | Ariostea                         | Italie                 | + 22 min 34 s          |
| 3e                     | Gatorade-Chateau d'Ax            | Italie                 | + 22 min 34 s          |
| 4e                     | Mercatone Uno-Zucchini-Medeghini | Saint-Marin            | + 52 min 13 s          |
| 5e                     | Banesto                          | Espagne                | + 56 min 15 s          |

## Liste des coureurs
| GB-MG Maglificio    | GB-MG Maglificio          | GB-MG Maglificio    | Gatorade-Chateau d'Ax     | Gatorade-Chateau d'Ax         | Gatorade-Chateau d'Ax     | Postobón Manzana-Ryalcao     | Postobón Manzana-Ryalcao     | Postobón Manzana-Ryalcao     |
| ------------------- | ------------------------- | ------------------- | ------------------------- | ----------------------------- | ------------------------- | ---------------------------- | ---------------------------- | ---------------------------- |
| 1                   | Franco Chioccioli         | 3º                  | 71                        | Laurent Fignon                | 37º                       | 141                          | Luis Herrera                 | 8º                           |
| 2                   | Franco Vona               | 6º                  | 72                        | Marco Giovannetti             | 4º                        | 142                          | Ruber Marín                  | 58º                          |
| 3                   | Roberto Gusmeroli         | 63º                 | 73                        | Dirk De Wolf                  | R 15ª                     | 143                          | Luis Espinosa (es)           | 51º                          |
| 4                   | Francesco Cesarini        | 128º                | 74                        | Abelardo Rondón               | 43º                       | 144                          | Raúl Acosta (en)             | R 11ª                        |
| 5                   | Eros Poli                 | 148º                | 75                        | Giovanni Fidanza              | 118º                      | 145                          | Jonas Romanovas              | 96º                          |
| 6                   | Luca Gelfi                | 65º                 | 76                        | Ivan Gotti                    | 23º                       | 146                          | Remigius Lupeikis            | 93º                          |
| 7                   | Zenon Jaskuła             | 17º                 | 77                        | Stefano Zanatta               | 114º                      | 147                          | Julio César Ortegón (it)     | 62º                          |
| 8                   | Mario Cipollini           | 126º                | 78                        | Mauro Antonio Santaromita     | 75º                       | 148                          | Gerardo Moncada              | 39º                          |
| 9                   | Flavio Vanzella           | 76º                 | 79                        | Alberto Volpi                 | 29º                       | 149                          | Efraín Rico (es)             | 26º                          |
| Amore & Vita-Fanini | Amore & Vita-Fanini       | Amore & Vita-Fanini | Italbonifica-Navigare     | Italbonifica-Navigare         | Italbonifica-Navigare     | Seur                         | Seur                         | Seur                         |
| 11                  | Gianluigi Barsotelli      | 125º                | 81                        | Stefano Allocchio             | R 15ª                     | 151                          | José Urea                    | 78º                          |
| 12                  | Giuseppe Calcaterra       | 138º                | 82                        | Michele Coppolillo            | NP 12ª                    | 152                          | Piotr Ugrumov                | 20º                          |
| 13                  | Fabrizio Convalle         | 117º                | 83                        | Fabiano Fontanelli            | 142º                      | 153                          | Malcolm Elliott              | 115º                         |
| 14                  | Stefano Della Santa       | NP 16ª              | 84                        | Massimo Podenzana             | 79º                       | 154                          | Viktor Klimov                | 67º                          |
| 15                  | Alessio Di Basco          | 120º                | 85                        | Michele Moro                  | R 16ª                     | 155                          | José Luis Rodríguez García   | R 13ª                        |
| 16                  | Stefano Giraldi (it)      | 141º                | 86                        | Fabrizio Settembrini (it)     | 59º                       | 156                          | Peter Hilse                  | FT 5ª                        |
| 17                  | Maurizio Molinari         | 147º                | 87                        | Stefano Zanini                | 102º                      | 157                          | Viktor Rjaksinski            | R 13ª                        |
| 18                  | Bruno Risi                | NP 18ª              | 88                        | Luboš Lom (de)                | 91º                       | 158                          | Pablo Moreno                 | R 10ª                        |
| 19                  | Jesper Worre              | R 16ª               | 89                        | Raimondo Vairetti (it)        | R 19ª                     | 159                          | Iván Alemany (en)            | 110º                         |
| Banesto             | Banesto                   | Banesto             | Jolly Componibili-Club 88 | Jolly Componibili-Club 88     | Jolly Componibili-Club 88 | Telekom-Merckx               | Telekom-Merckx               | Telekom-Merckx               |
| 21                  | Fabrice Philipot          | 22º                 | 91                        | Paolo Botarelli               | 21º                       | 161                          | Uwe Ampler                   | 11º                          |
| 22                  | Armand de Las Cuevas      | 38º                 | 92                        | Stefano Cattai                | 133º                      | 162                          | Udo Bölts                    | 31º                          |
| 23                  | Fabian Fuchs              | 32º                 | 93                        | Salvatore Criscione (it)      | 108º                      | 163                          | Peter Farazijn               | 74º                          |
| 24                  | Rubén Gorospe             | R 11ª               | 94                        | Endrio Leoni                  | NP 14ª                    | 164                          | Bernd Gröne                  | 144º                         |
| 25                  | Miguel Indurain           | 1º                  | 95                        | Dario Mariuzzo                | 139º                      | 165                          | Josef Holzmann (de)          | 36º                          |
| 26                  | Prudencio Indurain        | 132º                | 96                        | Rodolfo Massi                 | 94º                       | 166                          | Christian Henn               | 81º                          |
| 27                  | Javier Lukin              | 77º                 | 97                        | Marcello Siboni               | 52º                       | 167                          | Jens Heppner                 | 27º                          |
| 28                  | José Luis Santamaría (it) | 131º                | 98                        | Daniel Steiger                | 129º                      | 168                          | Andreas Kappes               | 121º                         |
| 29                  | José Ramón Uriarte        | 80º                 | 99                        | Massimo Strazzer              | 140º                      | 169                          | Markus Schleicher (en)       | 145º                         |
| Carrera-Vagabond    | Carrera-Vagabond          | Carrera-Vagabond    | Lampre-Colnago            | Lampre-Colnago                | Lampre-Colnago            | Tulip Computers              | Tulip Computers              | Tulip Computers              |
| 31                  | Claudio Chiappucci        | 2º                  | 101                       | Gianluca Bortolami            | 64º                       | 171                          | Luc Roosen                   | R 17ª                        |
| 32                  | Djamolidine Abdoujaparov  | NP 13ª              | 102                       | Fabrizio Bontempi             | 136º                      | 172                          | Allan Peiper                 | 130º                         |
| 33                  | Vladimir Poulnikov        | R 19ª               | 103                       | Davide Bramati                | 66º                       | 173                          | Harry Lodge (en)             | 48º                          |
| 34                  | Alessandro Giannelli      | 71º                 | 104                       | Dario Nicoletti               | 137º                      | 174                          | Rudy Rogiers                 | 123º                         |
| 35                  | Massimo Ghirotto          | 55º                 | 105                       | Maurizio Piovani              | 89º                       | 175                          | Johnny Dauwe                 | NP 4ª                        |
| 36                  | Henry Cárdenas            | 41º                 | 106                       | Ján Svorada                   | 122º                      | 176                          | Olaf Jentzsch                | 35º                          |
| 37                  | Fabio Roscioli            | 95º                 | 107                       | Zbigniew Spruch               | 47º                       | 177                          | Brian Holm                   | 86º                          |
| 38                  | Giancarlo Perini          | 42º                 | 108                       | Marek Szerszyński (nl)        | 60º                       | 178                          | Søren Lilholt                | 109º                         |
| 39                  | Guido Bontempi            | 40º                 | 109                       | Pavel Tonkov                  | 7º                        | 179                          | Raymond Meijs                | NP 12ª                       |
| Castorama           | Castorama                 | Castorama           | Mercatone Uno             | Mercatone Uno                 | Mercatone Uno             | Z                            | Z                            | Z                            |
| 41                  | Gérard Rué                | 30º                 | 111                       | Flavio Giupponi               | 14º                       | 181                          | Kim Andersen                 | NP 10ª                       |
| 42                  | Dominique Arnould         | 25º                 | 112                       | Enrico Zaina                  | 28º                       | 182                          | Laurent Bezault              | 53º                          |
| 43                  | Thierry Marie             | 127º                | 113                       | Giuseppe Petito               | 58º                       | 183                          | Christophe Capelle           | 106º                         |
| 44                  | Philippe Bouvatier        | R 8ª                | 114                       | Silvio Martinello             | 99º                       | 184                          | Philippe Casado              | 33º                          |
| 45                  | Jacky Durand              | 104º                | 115                       | Bruno Leali                   | 18º                       | 185                          | Bruno Cornillet              | 10º                          |
| 46                  | Hans Kindberg             | R 18ª               | 116                       | Fabio Bordonali               | R 12ª                     | 186                          | Thierry Gouvenou             | 90º                          |
| 47                  | Yvon Ledanois             | R 16ª               | 117                       | Nico Emonds                   | 45º                       | 187                          | Pascal Lance                 | 107º                         |
| 48                  | Thomas Davy               | 73º                 | 118                       | Angelo Canzonieri (it)        | 100º                      | 188                          | Johan Lammerts               | 34º                          |
| 49                  | François Simon            | 61º                 | 119                       | Germano Pierdomenico          | 69º                       | 189                          | Eddy Seigneur                | 112º                         |
| Ceramiche Ariostea  | Ceramiche Ariostea        | Ceramiche Ariostea  | Motorola-Magniflex        | Motorola-Magniflex            | Motorola-Magniflex        | ZG Mobili-Fonti Sant'Antonio | ZG Mobili-Fonti Sant'Antonio | ZG Mobili-Fonti Sant'Antonio |
| 51                  | Adriano Baffi             | 113º                | 121                       | Andrew Hampsten               | 5º                        | 191                          | Leonardo Sierra              | NP 19ª                       |
| 52                  | Davide Cassani            | 105º                | 122                       | Norman Alvis                  | 143º                      | 192                          | Gianni Faresin               | 13º                          |
| 53                  | Marco Saligari            | 98º                 | 123                       | Steve Bauer                   | 92º                       | 193                          | Stefano Colagè               | R 7ª                         |
| 54                  | Roberto Conti             | 9º                  | 124                       | Michel Dernies                | 84º                       | 194                          | Nelson Rodríguez             | 24º                          |
| 55                  | Andrea Ferrigato          | 83º                 | 125                       | Jan Schur                     | 124º                      | 195                          | Mario Mantovan               | 85º                          |
| 56                  | Giorgio Furlan            | 19º                 | 126                       | Maximilian Sciandri           | 88º                       | 196                          | Felice Puttini               | 54º                          |
| 57                  | Massimiliano Lelli        | 12º                 | 127                       | Brian Walton                  | 116º                      | 197                          | Diego Trepin (it)            | 119º                         |
| 58                  | Marco Lietti              | 97º                 | 128                       | Sean Yates                    | 87º                       | 198                          | Davide Perona                | 50º                          |
| 59                  | Bjarne Riis               | 101º                | 129                       | Urs Zimmermann                | 44º                       | 199                          | Giovanni Strazzer            | 135º                         |
| Festina-Lotus       | Festina-Lotus             | Festina-Lotus       | ONCE                      | ONCE                          | ONCE                      |                              |                              |                              |
| 61                  | Sean Kelly                | NP 16ª              | 131                       | Xabier Aldanondo (es)         | 72º                       |                              |                              |                              |
| 62                  | Mauro Gianetti            | 70º                 | 132                       | Luis María Díaz De Otazu (es) | 103º                      |                              |                              |                              |
| 63                  | Pascal Richard            | 56º                 | 133                       | Pedro Díaz Zabala (es)        | 82º                       |                              |                              |                              |
| 64                  | Romes Gainetdinov         | 34º                 | 134                       | Anselmo Fuerte                | 49º                       |                              |                              |                              |
| 65                  | Ramón González Arrieta    | 16º                 | 135                       | Laurent Jalabert              | R 13ª                     |                              |                              |                              |
| 66                  | Juan Tomás Martínez (en)  | 15º                 | 136                       | Joan Llaneras                 | R 10ª                     |                              |                              |                              |
| 67                  | Juan Valbuena Roset       | 111º                | 137                       | Neil Stephens                 | 57º                       |                              |                              |                              |
| 68                  | Roberto Pagnin            | R 13ª               | 138                       | José Luis Villanueva          | 146º                      |                              |                              |                              |
| 69                  | Acácio da Silva           | 46º                 | 139                       | Johnny Weltz                  | R 11ª                     |                              |                              |                              |